# Connie Hedegaard
Connie Hedegaard Koksbang (født 15. september 1960 i København) er forhenværende EU-kommissær og minister i Danmark, senest som minister for FN's klimakonference i København i 2009.
I perioden 2004 til 2009 var hun miljøminister (2004-2007) og herefter klima- og energiminister. Ved udpegningen til EU-kommissær afgik hun som klimaminister, men fortsatte som minister for FN's klimakonference i København i 2009.
Connie Hedegaard var EU-kommissær for klima fra 2009-2014, og tiltrådte 1. januar 2015 som formand for en ny international miljøfond, KR Foundation, stiftet af Villum Fonden og familien Kann Rasmussen, der står bag Velux .
Siden marts 2018 har hun været ny bestyrelsesformand for Berlingske Media.

## Baggrund
Connie Hedegaard blev født i 1960 i København som datter af Knud Hedegaard og Elinor Hedegaard.
Familien bestod derudover af brødrene Jens og Anders.
Forældrene havde en iskiosk og børnene hjalp til i weekenden og på helligdage.
Hendes forældre var medlem af den konservative vælgerforening i Holbæk.
Connie Hedegaard gik i Holbæk Private Realskole fra 1967 til 1976 og fortsatte i Stenhus Gymnasium, hvor hun fik en nysproglig studentereksamen i 1979.
Senere fik hun en uddannelse som cand.mag. i litteraturvidenskab og historie fra Københavns Universitet.
Frem til hun var 19 var hun spejder i KFUK.
I begyndelse af 1990'erne blev hun gift med Jacob Andersen, der har været journalist på Information. I samme årti fik de to børn.

## Karriere

### Tidlig politisk karriere
I studietiden var Connie Hedegaard politisk aktiv og blev formand for Konservative Studerende i Hovedstaden og 1983-84 var hun landsformand for Danmarks Konservative Studerende.
I 1984 blev hun medlem af Folketinget for Det Konservative Folkeparti, hvor hun i 1987 blev forsvarspolitisk ordfører, for så i 1989 at blive partiets politiske ordfører.

### Journalist
Connie Hedegaard valgte at stoppe i politik i 1990 og blev ansat som journalist ved Berlingske Tidende.
Hendes første job i udlandet var et interview med den svenske finansminister Allan Larsson i efteråret 1990.
I 1994 skiftede hun til DR, hvor hun var chef for Radioavisen frem til 1998, hvor hun blev studievært på DR2's Deadline.

### Senere politiske karriere
I 2004 vendte Connie Hedegaard tilbage til politik og blev miljøminister i regeringen Anders Fogh Rasmussen II. Februar 2005 blev hun desuden minister for nordisk samarbejde og kom samtidig i Folketinget igen. Ved regeringsrokaden i 2007 blev hun klima- og energiminister – en nyoprettet stilling.
I december 2009 blev FN´s klimakonference 2009 (COP15) afholdt i Bella Centeret i København.
Connie Hedegaard og Statsminister Lars Løkke Rasmussen stod i spidsen.

## Priser
- 2001 KLF/Kirke & Mediers Hæderslegat
- 2002 FOF's kulturpris
- 2003 Publicistprisen
- 2003 Ebbe Munck Prisen
- 2005 Kommandør af Dannebrog
- 2010 Vanebryderprisen 2010
- 2014 Årets Europæer[7]

I 2009 kom hun på Time 100 listen, den amerikanske liste over folk med størst påvirkning på verdenen.
Deltog i Bilderberg-konferencen 2005 og 2017. (2017 ifølge https://www.konspiration.nu/2017/05/31/connie-hedegaard-og-soeren-pind-deltager-paa-bilderberg-2017/ Arkiveret 28. oktober 2018 hos  Wayback Machine ) (2005 ifølge https://nordjyske.dk/nyheder/connie-h-tavs-om-hemmeligt-moede/fb335f60-4e8f-47f2-a457-471f90eca446 Arkiveret 28. oktober 2018 hos  Wayback Machine )

## Udgivelser
Da klimaet blev hot. Gyldendal 2008. (ISBN 978-87-02-06267-0)
Sammen med Claus Hagen Petersen har Connie Hedegaard redigeret Det 20. århundrede - De 100 mest betydningsfulde personer i Danmark (ISBN 87-11-11322-7).

## Andet
Connie Hedegaard tog som klimaminister gentagne gange sine internationale kolleger med til gletsjeren ved Ilulissat Isfjord på Grønlands vestkyst, for at de kunne få et indtryk af den globale opvarmning. Blandt andet var John McCain i 2006 med for at se gletsjeren svinde væk.
Der har dog været rejst kritik af disse rejser som værende manipulerende, idet det af bl.a. den amerikanske klimaforsker David M. Holland hævdes, at gletsjerens afsmeltning ikke skyldes global opvarmning, men en lokal ændring af havstrømmene. 